# Найда (деревня)
Найда (бел. Найда) — деревня в Руднянском сельсовете Житковичского района Гомельской области Беларуси.

## География
Расположена в 15 км к юго-востоку от районного центра и железнодорожной станции Житковичи (на линии Лунинец — Калинковичи), в 200 км к западу от Гомеля. На востоке и севере граничит с лесом.
Через деревню проходит автодорога Житковичи — Петриков.

### Гидрография
На юге Найда-Белёвский канал. В центре села озеро Найда.

## История
Согласно письменным источникам известна с XVIII века как селение во владении Ходкевичей. После 2-го раздела Речи Посполитой (1793 год) в составе Российской империи. В 1850 году владение Кеневичей. В 1908 году в Лясковичской волости Мозырского уезда Минской губернии.
В 1919 году в наёмном доме открыта школа, в 1929 году для неё построено отдельное здание. В 1929 году организован колхоз «Красный маяк». Во время Великой Отечественной войны немецкие оккупанты в апреле 1943 года убили 28 жителей из деревень Гребень и Водопойло (похоронены в могиле жертв фашизма на юго-восточной окраине деревни Найда). 46 жителей погибли на фронтах и в партизанской борьбе. Согласно переписи 1959 года в составе совхоза «Житковичи» (центр — посёлок Гребенёвский). Действовал клуб.

## Население
- 1795 год — 6 дворов.
- 1816 год — 25 жителей.
- 1850 год — 11 дворов, 58 жителей.
- 1897 год — 20 дворов, 125 жителей (согласно переписи).
- 1908 год — 23 двора, 180 жителей.
- 1917 год — 351 житель.
- 1925 год — 50 дворов.
- 1959 год — 402 жителя (согласно переписи).
- 2004 год — 72 хозяйства, 152 жителя.

## Известные уроженцы
- В. А. Кот — Герой Советского Союза (почётный гражданин города Северо-Курильск Сахалинской области).